# Bezvodno
Bezvodno (bulgariska: Безводно) är en ort i Bulgarien.   Den ligger i kommunen Obsjtina Tjernootjene och regionen Kărdzjali, i den centrala delen av landet, 180 kilometer sydost om huvudstaden Sofia. Antalet invånare är 134.